# Алдеалафуенте
Алдеалафуенте (шп. Aldealafuente) је општина у покрајини Сорија у аутономној заједници Кастиља и Леон, Шпанија.